# Eugerygone rubra
La petroica granate (Eugerygone rubra) es una especie de ave paseriforme de la familia Petroicidae endémica de las montañas de Nueva Guinea. Es la única especie del género Eugerygone.

## Subespecies
- Eugerygone rubra rubra
- Eugerygone rubra saturatior